# Lanne-Soubiran
Lanne-Soubiran (gaskognisch: Lana Sobiran) ist eine französische Gemeinde mit 145 Einwohnern (Stand 1. Januar 2022) im Département Gers in der Region Okzitanien (bis 2015 Midi-Pyrénées); sie gehört zum Arrondissement Condom und zum Gemeindeverband Bas Armagnac. Die Bewohner nennen sich Lanne-Soubiranais/Lanne-Soubiranaises.
Lanne-Soubiran ist umgeben von den Nachbargemeinden Arblade-le-Haut im Norden, Nordosten, Osten und Südosten, Saint-Griède im Süden, Lelin-Lapujolle im Südwesten, Luppé-Violles im Westen sowie Magnan im Nordwesten.

## Bevölkerungsentwicklung

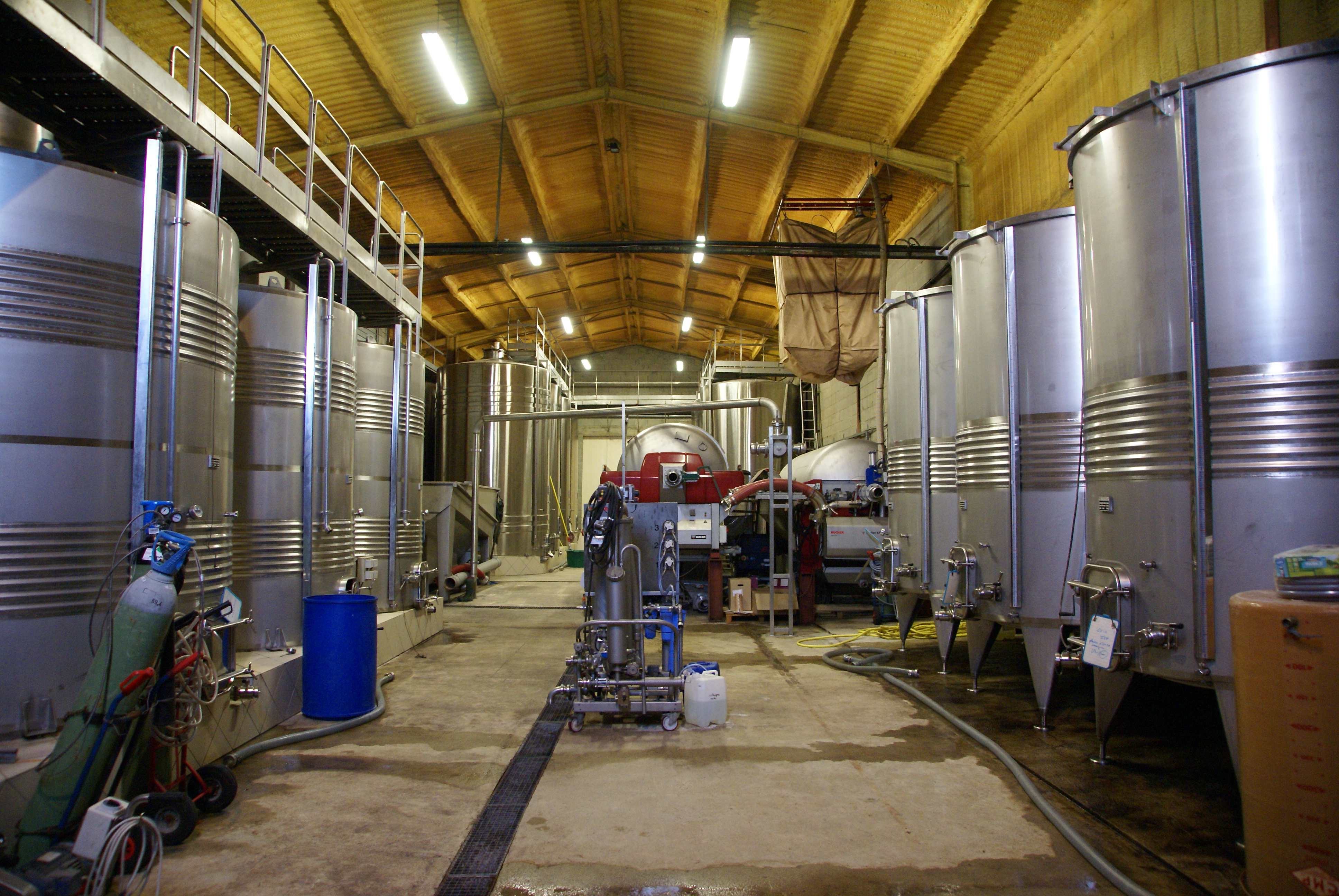
Weinlager in Lanne-Soubiran

| Jahr                                                                                | 1793 | 1821 | 1831 | 1962 | 1968 | 1975 | 1982 | 1990 | 1999 | 2006 | 2011 | 2017 |
| Einwohner                                                                           | 214  | 233  | 275  | 160  | 163  | 101  | 103  | 105  | 89   | 100  | 128  | 141  |
| heutiges Gemeindegebiet Quellen: Cassini, Clarens Cassini, Lanne-Soubiran und INSEE |      |      |      |      |      |      |      |      |      |      |      |      |